# Australian Juniors 2016
Das Australian Juniors 2016 als bedeutendstes internationales Nachwuchsturnier von Australien im Badminton fand vom 23. bis zum 25. September 2016 im Altona Badminton Centre in Altona North in Melbourne statt.

## Sieger und Platzierte
| Disziplin    | Gold                             | Silber                                   | Bronze                         |
| ------------ | -------------------------------- | ---------------------------------------- | ------------------------------ |
| Herreneinzel | Lee Chia-hao                     | Hu Chuan-en                              | Edward Lau                     |
| Herreneinzel | Lee Chia-hao                     | Hu Chuan-en                              | Liang Hua-chun                 |
| Dameneinzel  | Joy Lai                          | Tiffany Ho                               | Chloe Chen                     |
| Dameneinzel  | Joy Lai                          | Tiffany Ho                               | Sally Fu                       |
| Herrendoppel | Hu Chuan-en Lee Chia-hao         | Keith Mark Edison Tristan Michael Edison | Quentin Bernaix Hugo Sautereau |
| Herrendoppel | Hu Chuan-en Lee Chia-hao         | Keith Mark Edison Tristan Michael Edison | Oscar Jap Jacob Schueler       |
| Damendoppel  | Tiffany Ho Joy Lai               | Josefine Redkjær Jensen Alyssa Tagle     | Chloe Chen Lauren Lim          |
| Damendoppel  | Tiffany Ho Joy Lai               | Josefine Redkjær Jensen Alyssa Tagle     | Sally Fu Tamara Otene          |
| Mixed        | Dacmen Vong Erena Calder-Hawkins | Jacob Schueler Janet Son                 | Oscar Guo Tamara Otene         |
| Mixed        | Dacmen Vong Erena Calder-Hawkins | Jacob Schueler Janet Son                 | Tang Huaidong Tiffany Ho       |